# 神鋼商事
神鋼商事株式会社（しんこうしょうじ、英: Shinsho Corporation） は、東京都中央区および大阪府大阪市中央区に本社（登記上の本店は大阪市中央区）を置く専門商社。
神戸製鋼所の持分法適用関連会社であり、神戸製鋼所グループの中核商社。

## 沿革
- 1946年11月 - 大阪市に太平商事株式会社として設立[3]。
- 1959年10月 - 株式会社湯浅商店を吸収合併。
- 1960年6月 - 神鋼商事株式会社に商号変更。
- 1961年8月 - 大阪証券取引所・東京証券取引所に株式上場。
- 1970年3月 - アジア化工株式会社の株式50%を取得。
- 1982年7月 - 神商金属加工株式会社（現・神商非鉄）を設立。
- 1986年1月 - 神商金属販売株式会社（現・神商鉄鋼販売）を設立。
- 2000年10月 - 環境ISO14001を取得。
- 2002年1月 - Grand Blanc Processing, L.L.C.を買収。
- 2011年12月 - 株式会社マツボーを買収[4]。
- 2014年7月 - コベルコ筒中トレーディング株式会社を子会社化。
- 2015年7月 - KTN Co., Ltd.を子会社化。
- 2016年
  - 1月 - 中山金属株式会社を子会社化。
  - 4月 - エスシーウエル株式会社を子会社化。
- 2017年4月 - 森本興産株式会社を子会社化。
- 2018年3月 - 中山金属株式会社を完全子会社化。

## 本社所在地
大阪本社（登記上の本店）
大阪市中央区北浜2-6-18（淀屋橋スクエア）
東京本社
東京都中央区京橋1-7-2（ミュージアムタワー京橋10～12階）

## 関係会社

### 国内関係会社
- 神商鉄鋼販売株式会社
- 神商非鉄株式会社
- 神鋼商事メタルズ
- 株式会社マツボー
- アジア化工株式会社
- 神商ビジネスサポート株式会社
- エスシーウエル株式会社
- 森本興産株式会社
- 株式会社稲垣商店

### 海外関係会社

#### 中国・台湾・韓国
- 神鋼商貿（上海）有限公司
- 神商精密器材（蘇州）有限公司
- 蘇州神商金属有限公司
- 神商大阪精工(南通)有限公司
- 上海神商貿易有限公司
- 台湾神商股份有限公司
- 韓国神商株式会社
- KTN CO., LTD.
- 炫馥金属国際貿易（上海）有限公司

#### 東南アジア・オーストラリア
- SHINSHO (PHILIPPINES) CORP.
- KOBELCO TRADING VIETNAM CO., LTD.
- SHINKO SHOJI SINGAPORE PTE. LTD
- THAI ESCORP LTD.
- PT. KOBELCO TRADING INDONESIA
- TES E&M SERVICE CO., LTD
- SHINSHO (MALAYSIA) SDN. BHD.
- KOBELCO TRADING AUSTRALIA PTY. LTD.
- Nakayama Metal Limited
- PT.NAKAYAMA

#### アメリカ・メキシコ
- SHINSHO AMERICAN CORP.
- Aiken Wire Processing, L.L.C
- GRAND BLANC PROCESSING L.L.C
- SHINSHO-MEIHOKU WIRE, INC
- SHINSHO MEXICO S.A. DE C.V.
- KOBELCO CH WIRE MEXICANA, S.A. DE C.V.
- SC TECH DE MEXICO, S.A. DE C.V.

#### インド・ドイツ
- KOBELCO TRADING INDIA PRIVATE LIMITED
- KOBELCO PLATE PROCESSING INDIA PRIVATE LIMITED
- SHINSHO EUROPE GMBH